# Хосе Хосе
Хосе Ромуло Соса Ортис (исп. José Rómulo Sosa Ortiz), также известный как Хосе Хосе — мексиканский певец, музыкант и актёр. После выхода песни El Principe получил прозвище «Принц песни» (El Príncipe de la Canción).

## Биография

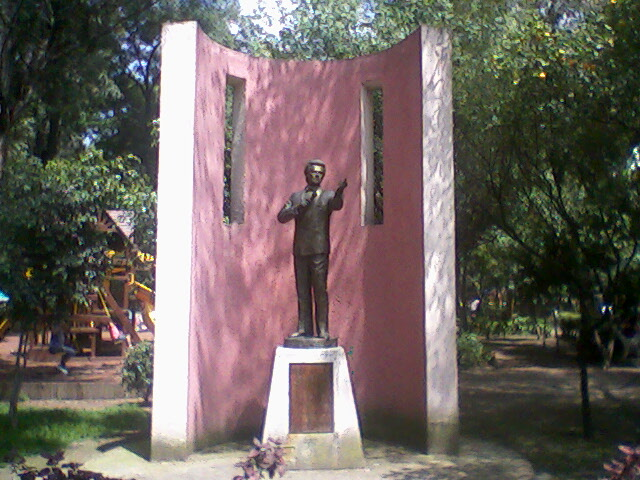
Бронзовая статуя Хосе в родном Аскапоцелько

Хосе Хосе родился 17 февраля 1948 года в Аскапоцалько, Мехико, в семье музыкантов Хосе Соса Эскивиля и Маргариты Ортис. Поскольку карьера родителей не была успешной, то они не особо приветствовали интерес сына к пению. В 1963 году отец Хосе бросил семью, и ему пришлось подрабатывать, чтобы помочь матери и младшему брату. В этом же году Хосе Хосе создал первое трио вместе с кузеном Франсиско Ортисом и его другом Альфредо Бенитесом.
В 1965 году Хосе подписал свой первый контракт с звукозаписывающей компанией Orfeon Records: 

В 1965 году один мой друг попросил меня исполнить серенаду на день рождения его сестры. Оказалось, что она была ответственным секретарём управляющего директора Orfeon Records. Она сказала: «Вы очень хорошо поёте, не хотели бы Вы пройти прослушивание на лейбле?» Я прошёл...Оригинальный текст (англ.)In 1965, a friend of mine asked me to [play] a serenade for his sister's birthday. She happened to be the executive secretary for the managing director of Orfeon Records. And she said, "You sing very well. Would you like to audition for the label?" And I did...

Работа с данной звукозаписывающей компанией не принесла певцу успеха, и в 1967 году Хосе подписал контракт на исполнение двух синглов — El Mundo и Ма Vie, но также не особо успешных, после чего снова вернулся к серенадам и игре в ночных клубах вместе с Los PEG.
В 1969 году, при помощи Армандо Мансанеро, Хосе Соса выпустил свой первый альбом José José на лейбле RCA Victor под творческим псевдонимом Хосе Хосе, произошедшего из сочетания имени самого певца и имени его отца, Хосе Соса Эсквиля, недавно умершего от алкоголизма. Альбом был высоко оценен критиками, но не имел большого коммерческого успеха.
В 1970 году вышел второй альбом Хосе La nave del olvido, одноимённая песня из которого стала популярной в Мексике и Латинской Америке. 25 марта 1970 года Хосе Хосе представлял Мексику в международном песенном фестивале II Festival de la Canción Latina с песней El Triste, заняв третье место. В начале 1970-х годов Хосе Хосе стал одним из самых известных исполнителей латиноамериканской романтической баллады в Латинской Америке.
Международное признание пришло к певцу после выхода альбома Amor Amor, записанного в Лос-Анджелесе, Калифорния, и вышедшего годом позднее альбома Romántico. В 1983 году вышел альбом Secretos, проданный тиражом в более 2 млн экземпляров в первую неделю продаж.
В 1990 году Рауль Веласко выпустил специальное тв-шоу в честь 25-летнего юбилея творческой карьеры Хосе (с 1965). Программа шла в эфире Televisa более пяти часов, на ней присутствовали Армандо Монсанеро, Либертад Ламарке, Висенте Фернандес и другие знаменитости. В это время у певца обострились проблемы со здоровьем, связанные с алкоголизмом. В 1993 году Хосе пришлось взять отпуск и лечь в реабилитационную клинику. В 1995 году вышел фильм Perdóname Todo, повествующий о судьбе музыканта-алкоголика, в котором певец начал сниматься сразу после реабилитации.
Последним альбомом 90-х стал  Distancia (1998). В сентябре 1999 года Хосе вместе с Армандо Монсанеро принял участие в серии концертов Noche Bohemia в Лос-Анджелесе.
В 2001 году появился новый альбом Хосе Хосе Tenampa, получивший низкие рейтинги критиков и распроданный тиражом в 500000 экземпляров.
Скончался 28 сентября 2019 года в Хомстеде.

## Признание и награды
Хосе Хосе имеет множество наград и премий, в числе которых El Premio a la Excelencia, «Человек года» (от Latin Grammy Awards of 2005), девять номинаций на Грэмми, звезда на Голливудской «Аллее славы» и Аллее звезд Лас-Вегаса. В 2007 году в родном Аскапоцалько был поставлен прижизненный бронзовый памятник Хосе.

## Дискография
- Tenampa (2001)
- Distancia (1998)
- Y Algo Mas (1998)
- Tesoros (1997)
- Mujeriego (1995)
- Grandeza Mexicana (1994)
- 30 Años De Ser El Principe (1993)
- 40 y 20 (1992)
- En las Buenas... y en las Malas (1990)
- ¿Qué Es El Amor? (1989)
- Sabor A Mi (B.S.O./Soundtrack) (1988)
- Soy Así (1987)
- Siempre Contigo (1986)
- Promesas (1985)
- Gavilan o Paloma (B.S.O./Soundtrack) (1985)
- Reflexiones (1984)
- Secretos (1983)
- Mi Vida (1982)
- Gracias (1981)
- Romántico (1981)
- Amor Amor (1980)
- Si Me Dejas Ahora (1979)
- Lo Pasado, Pasado (1979)
- Volcán (1978)
- Reencuentro (1977)
- El Príncipe (1976)
- Tan Cerca...Tan Lejos (1975)
- Vive (1974)
- Hasta que Vuelvas (1973)
- Cuando Tu Me Quieras (1972)
- De Pueblo en Pueblo (1972)
- Buscando Una Sonrisa (1971)
- El Triste (1970)
- La Nave Del Olvido (1970)
- Cuidado (1969)